# Мендес да Роша, Касьяну
Касьяну Мендес да Роша (порт.-браз. Cassiano Mendes da Rocha; 4 декабря 1975, Порту-Алегри, Риу-Гранди-ду-Сул, Бразилия), или просто Касьяну — бразильский футболист.

## Карьера
Карьеру начал в клубе «Можи-Мирин», далее играл за «Гремио», «Палмейрас» и испанский «Логроньес». В январе 2000 года российский «Уралан» проводил сбор в Бразилии. Клуб побывал в учебном центре «Сан-Паулу», где Кассиану предложили потренироваться с ними, после контрольных игр за, тренера были довольны игрой бразильца, поэтому «Уралан» сразу же вступил в переговоры с «Сан-Паулу». В чемпионате России дебютировал 25 марта того года в выездном матче 1-го тура против самарских «Крыльев Советов», выйдя со стартовых минут и будучи заменённым на 59-й минуте матча на Юрия Шуканова. В том сезоне провёл 24 матча и всего лишь 4 полных матча, по словам главного тренера Бориса Буняка у него был сахарный диабет, и ему нельзя проводить. Несмотря на удачный для себя сезон в России, «Уралан» покинул Высший дивизион, а Кассиану перебрался в швейцарский «Арау». В 2003 году перебрался в южнокорейский «Пхохан Стилерс», где по словам игрока получал большие деньги. В том же году перебрался в эмиратский «Аль-Шабабе» я получил самый большой контракт в истории клуба. В эмиратах он также играл под руководством Бориса Буняка. В 2004 году перешёл в «Ботафого», далее играл за португальский «Пенафиел». Профессиональную карьеру на высоком уровне завершил во вьетнамском клубе «Ханой T&T», хотя у него были предложения из Австралии и Японии. После чего играл за клубы низших дивизионов в Бразилии. После завершения карьеры работал футбольным агентом. Игроки Кассиану есть в Азии, Европе, Латинской Америке. Некоторые играли в «Интернасьонале», «Гоясе», «Васко да Гаме», «Атлетико Паранаэнсе».